# 1628

## Esdeveniments
Països Catalans
Resta del món
- Els puritans arriben a Salem (Massachusetts)[1]
- El Cardenal Richelieu és nomenat primer ministre
- Guerra entre França i Espanya pel control de Màntua
- William Harvey publica els seus descobriments sobre la circulació sanguínia

## Naixements
Països Catalans
Resta del món
- 12 de gener - París: Charles Perrault, escriptor francès (m. 1703).

## Necrològiques
Països Catalans
- 14 de gener - València: Francesc Ribalta, pintor català influït pel tenebrisme (n. 1565).

Resta del món
- 12 de juliol - Liérganes (Cantàbria): Joan Decorte dit Curtius industrial i negociant d'armes
- 14 de novembre - Hangzhou (Xina): Nicolas Trigault, jesuïta flamenc, missioner a la Xina (n. 1577).[2]